# Armando Borghi
Pour les articles homonymes, voir Borghi (homonymie).
Armando Borghi, né le 6 avril 1882 à Castel Bolognese, dans la province de Ravenne, en Émilie-Romagne et mort le 21 avril 1968 à Rome, est un anarchiste et un journaliste italien.

## Biographie

### Origines familiales et lieu de naissance
La famille Borghi est politiquement proche des mouvements républicains. Le père, d'abord proche du républicain Giuseppe Mazzini, se rapproche ensuite des théories de Mikhaïl Aleksandrovitch Bakounine, un des pères de la pensée anarchiste ; d'autres adeptes de Mazzini suivront le même chemin, comme par exemple Andrea Costa. Les particularités de la situation socio-politique de Castel Bolognese et de sa région poussent un nombre important de personnes à adhérer aux idéaux anarchistes. Parmi ceux-ci on trouve le peintre Giuseppe Guidi ainsi que Giovanni Forbicini que Borghi recroisera au lendemain de la Seconde Guerre mondiale, lors de la réorganisation du mouvement anarchiste et de la création de la fédération anarchiste italienne (FAI).

### La Première Guerre mondiale

Unione Sindacale Italiana.

Armando Borghi adhère adolescent au mouvement anarchiste. En 1898 il est arrêté pour la première fois, au cours d'une grève agricole dans la région de Ravenne. Avec la démission de la direction pro-interventionniste de l'union syndicale italienne, il devient le seul dirigeant syndicaliste-révolutionnaire restant sur des positions neutralistes de l'Italie dans la Première Guerre mondiale. En cela, il est en nette opposition à l'interventionnisme de gauche de Alceste De Ambris. Pendant la guerre il est assigné à résidence dans un petit village des Abruzzes. Il retrouve la liberté en 1918, mais en 1920 il est de nouveau arrêté. Les socialistes, dans la période de l'immédiat après-guerre adoptent une politique attentiste et faible face aux masses populaires et à leurs demandes qui engendre de profondes dissensions au niveau national comme au niveau local dans cette zone traditionnellement insurrectionnelle qu'est la région de Ravenne.

### L'après Première Guerre mondiale
Armando Borghi dès 1918-1919, développe une vision à long terme de la situation politique. Il propose la formation d'un comité révolutionnaire et s’oppose à ceux qui veulent faire entrer l'USI dans la CGdL. Il préconise comme alternative la dissolution des ligues et la convocation d'une constituante syndicale afin de donner vie à une nouvelle organisation qui exprimerait la volonté des travailleurs au moyen d'élections libres. La CGdL refuse. En avril 1919, après l’attaque (it) sanglante, le saccage et l’incendie le 15 à Milan, du siège de l’Avanti! organe officiel du parti socialiste italien, par des nationalistes et des squadristes fascistes, il pousse à la création d'un comité révolutionnaire composé de cinq membres représentant l’USI, la CGdL, le PSI, l’UAI (union anarchiste italienne) et le SFI (syndicat des chemins de fer italien). Cette action d'agitation et d'organisation provoque son arrestation ainsi que celle de l'ensemble du comité central de l'USI. En substance Armando Borghi propose un front uni syndicat-ouvrier qui pourrait ensuite s'allier militairement au niveau national avec le front uni des Arditi del Popolo (soldats du peuple), dirigés dans la région de Ravenne par Alberto Acquacalda.
Les mouvements contre la cherté de la vie de juin-juillet 1919, les grèves et les morts durant les manifestations du printemps 1920, l’occupation des usines, la révolte des bersagliers d'Ancône et toujours en 1920, la prise de Fiume par Gabriele D'Annunzio, sont les signes d'une situation pré-révolutionnaire appuyée par la présence constante de l'USI possédant des chefs historiques et des groupes qui d'interventionnistes deviendront anti-fascistes armés. Cet état de fait est  considéré désormais pour la classe ouvrière comme une alternative valable. La force et la tradition de la GGL donnant à Borghi les moyens lui permettant d'intensifier sa bataille politique.

### Divergences et relations avec l'Union soviétique
Après la prise de pouvoirs des bolchéviques en Russie, il est en relation avec Zinoviev et Lénine, mais est plus proche de Victor Serge, un ancien anarchiste devenu bolchévique qui prêtait une attention particulière au traitement des anarchistes russes ainsi que de Kropotkine, théoricien du communisme libertaire en Russie. Dans ses mémoires Armando Borghi expose aussi sa diatribe avec Boukharine.
La période est alors très tendue en Italie et le problème le plus important est la réponse à apporter aux attaques « squadristes ». Il faut rappeler la rencontre entre Boukharine, qui maintient fréquemment des contacts avec les Italiens, et Ruggiero Grieco, dont le refus est déterminé par l'opposition de la direction communiste italienne de cette époque de participer au Fronte Unito Arditi del Popolo.
Borghi, dans ses mémoires, raconte justement la conférence de Piombino en 1921, où est présent le député communiste Francesco Misiano. Il s'est réfugié dans cette ville toscane après avoir été chassé du parlement par les fascistes qui l'ont menacé de mort. Pombino est encore tenue solidement par les franges anarchistes et les Arditi del Popolo qui  malgré les ordres du parti ont été rejoints par de nombreux communistes.
De Russie, Borghi rentre donc prudemment en Italie où entre-temps, les occupations d'usine se sont développées. Le 16 septembre 1920 il rejoint Vérone à marche forcée. Toutefois à son arrivée le mouvement dans les usines et les conseils ouvriers sont en voie d'extinction. Il réussit néanmoins à tenir encore des comices dans certaines places fortes du mouvement ouvriers comme Milan, Sestri Ponente, qui donne à l'époque beaucoup de fil à retordre aux squadristes, ainsi qu'à Vérone même. Il continue à inciter la classe ouvrière à la lutte jusqu'à son arrestation survenue le 13 octobre 1920. Quelques jours après, Errico Malatesta est également arrêté ainsi que de nombreux autres militants anarchistes.

### La période fasciste
L'année 1922 est celle de la marche sur Rome et de la défaite du mouvement ouvrier et révolutionnaire italien. La route de la conquête du pouvoir par les fascistes est désormais ouverte. Pendant la période fasciste, Armando Borghi s'exile d'abord à Berlin (Allemagne) puis dans d'autres pays européens et finalement aux États-Unis.

### L'exil en Europe
Le congrès constitutif de l'Association internationale des travailleurs (AIT), organisation syndicale internationaliste libertaire se tient à Berlin du 25 décembre 1922 au 2 janvier 1923. Armando Borghi est l'un des animateurs de cet organisme international pour la réorganisation du mouvement syndical durement battu dans de nombreux pays, parmi lesquels l'Italie. Berlin est à cette période le lieu où se retrouvent les anarchistes russes et Borghi entretient avec eux des contacts étroits. En tant que représentant de l'AIT il est envoyé en France, au Portugal, aux Pays-Bas (1925) puis en Espagne. La matrice libertaire de Borghi l'amène à combattre le fascisme mais également la nouvelle voie empruntée par l'état soviétique. En effet, c'est l'époque de la prise du pouvoir absolu par Staline mais également l'époque du rapprochement entre le fascisme et le stalinisme.
Une de ces études L’Italia tra due Crispi est publié à cette époque. Pour Borghi il est important de comprendre la situation pour ensuite faire fructifier son expérience révolutionnaire italienne des années antérieures et à partir de ce solide point de référence de tenter de réorganiser les forces de gauche dont la majeure partie se rapproche de plus en plus de la nouvelle voie stalinienne.
La réorganisation de l'aile anarchiste est complexe à cause des subdivisions entre les individualistes purs et les anarchosyndicalistes avec le problème qui en découle, celui de maintenir les distances avec la frange communiste d'observance moscovite.
Parmi les exilés antifascistes on trouve également des infiltrés avec des personnages spécifiques par leurs vicissitudes politiques. Parmi ceux-ci on trouve Ricciotti Garibaldi junior (adhérent au fascisme avec son frère Ezio Garibaldi) qui, à la différence de son autre frère Sante Garibaldi, fervent anti-fasciste qui se prévalant du nom qu'il porte s'est infiltré parmi les exilés afin de mener des actions de provocation.
Armando Borghi est donc contraint de se méfier aussi des formations antifascistes comme Avanguardie garibaldine, très exposée à de fréquentes infiltrations de provocateurs fascistes et doit donc s'éloigner des anarchistes qui se sont laissés compromettre.
Cela ne se fait pas sans laisser des traces et des ruptures dans la frange libertaire des exilés en France. La position politique de Borghi à ce point est de rendre toujours plus autonome les anarchistes antifascistes, en désaccord avec Errico Malatesta qui propose l'adhésion au Front Uni Antifasciste. Il se rapproche donc des positions de l'Adunata dei Refrattari qui dans l'immédiat après-guerre, a été expulsée de la FAI à cause des positions excessivement individualistes de ses adhérents.

### L'exil aux États-Unis
Aux États-Unis en 1927 il est encore en dissidence avec d'autres groupes anarchistes qui suivent une stratégie proche de celle du Front Uni appuyé par Malatesta. Plus précisément il entre en conflit sur la tactique à adopter avec le groupe anarchiste qui se regroupe autour du journal de Carlo Tresca Il Martello.
Carlo Tresca sera tué en 1943 selon la plus récente reconstitution historique, par un tueur de la mafia sur ordre de Mussolini. Mussolini qui accueillera par la suite en Italie l'auteur du crime Vito Genovese, quand celui-ci aura des difficultés judiciaires avec le gouvernement américain. l'Italie fait aussi pression sur l'État américain pour faire arrêter Borghi mais celui-ci réussit néanmoins à publier le livre Mussolini in Camicia qui aura un grand succès éditorial.
Durant cette même année, il est arrêté pendant les manifestations contre l'exécution de  Nicola Sacco et Bartolomeo Vanzetti.
La mort de Virgilia D'Andrea sa compagne de toujours, plonge Borghi dans le plus profond désarroi. En 1937 il est en Espagne, où son fils lutte avec les Brigades internationales. Les services secrets fascistes signalent sa présence à Barcelone le 3 avril 1937 ainsi que le 13 mai 1937. Ces renseignements sont plausibles vu la forte composante anarchiste présente dans la ville catalane parmi les militants antifascistes italiens.
À Barcelone il participe aux tentatives de réorganisation des anarchistes mais il ne peut agir à découvert car il est recherché aussi bien par les fascistes que par les staliniens. Il retourne aux États-unis à la fin de la guerre civile espagnole et est enregistré et arrêté en 1940 en relation avec l'Alien Registration Act.
Il retrouve la liberté grâce à l'intervention d'amis célèbres et influents comme Arturo Toscanini et Gaetano Salvemini. En juillet 1944 il essaye vainement de retourner en Italie pour participer activement à la lutte antifasciste mais il ne pourra revoir sa terre d'origine qu'en octobre 1945, une fois la guerre finie.

### L'après Deuxième Guerre mondiale
À la chute du régime, il rentre en Italie où il assume des fonctions importantes au sein du mouvement anarchiste  en dirigeant pendant plus de quinze ans Umanità Nova, le journal de la FAI, reconstituée après un processus complexe de restructuration en 1945 grâce aux efforts d'anarchistes connus, parmi lesquels Alfonso Failla et Umberto Marzocchi.

### L'action politique au cours de l'après seconde guerre mondiale
Outre le problème de l'organisation de la FAI qui n'est pas un simple problème bureaucratique mais essentiellement politique, sa campagne politique pendant ces années est centrée autour de deux grands thèmes libertaire:
- L'opposition à la Constituante italienne, combattue car elle représente pour un libertaire la formalisation de ceux qui peuvent faire de la politique et les autres.
- L'opposition au cléricalisme et aux interventions de l'église dans la politique.

Borghi est fortement critique envers la politique socialo-communiste qui a abandonné au niveau national les instances révolutionnaires et au niveau international s'est liée aux représentants du stalinisme. Les grandes figures de l'anarchie italienne - Errico Malatesta, Camillo Berneri, Luigi Fabbri sont morts et désormais Borghi fait partie avec Alfonso Failla et Umberto Marzocchi, de ceux, peu nombreux, qui constituent un solide point de référence tant pour les vieux camarades que pour les nouveaux venus à  l'idéologie libertaire.
C'est également la période des scissions à l'intérieur de la gauche communiste et libertaire avec la naissance des GAAP (it) (Groupes anarchistes d'action prolétarienne), dont une partie évoluera vers le marxisme dans Lotta Comunista (Lutte Communiste) de Arrigo Cervetto et Lorenzo Parodi en 1965.
Borghi constate les tentatives de rapprochement entre la gauche socialo-communiste et les catholiques et compte tenu de sa position cohérente avec les idéaux traditionnels de l'anarchie, il les combat. C'est une période de congrès continus et d'assemblées auxquels il participe inlassablement que cela soit pour faire de l'agitation ou de la pédagogie. Son livre Conferma anarchica (Due anni in Italia) en 1949 constitue une chronique historique du moment vecu par la gauche italienne. Alberto Borghi, gardien de l'idéologie anarchiste, s'oppose à toute tentative de restructuration des organisations liées à la frange anarchiste qui conduise à une bureaucratisation excessive et une hiérarchisation interne qui  donnerait trop de pouvoir à l'appareil du parti au détriment de la démocratie de base.

### L'action politique dans lesannées 1950et suivantes
Fidèle à l'idéal libertaire et anti-stalinien il condamne résolument l'intervention soviétique de 1956 en Hongrie et se solidarise totalement avec les insurgés.
Afin d'empêcher un congrès du MSI il participe aux émeutes de Gênes du 30 juin 1960.
Par la suite  Borghi s'acharne moins contre les gauches institutionnelles et prend la défense de Fidel Castro. Le 28 octobre 1962, dans un article Bas les mains de Cuba dans Umanità Nova, publié immédiatement après la tentative de coup d'État appuyé par la CIA, des éléments anti-castristes tentent, sans l'appui des USA, de débarquer dans la Baie des Cochons. certaines franges anarchistes l'accusent alors de philo-communisme. Au congrès de la FAI de la même année, à Senigallia, Borghi répond aux critiques et obtient le consensus des congressistes c'est-à-dire une condamnation ferme de l'évolution totalitaire du régime qui est en cours d'instauration à Cuba ainsi qu'une solide défense de Cuba elle-même afin de la protéger de toute attaque réactionnaire en provenance de l'étranger.
Du 31 octobre au 5 novembre 1965, pendant les travaux du Congrès de Carrare, le document proposant pour structure de la FAI un pacte associatif avec des normes réglementaires et d'éventuelles sanctions disciplinaires pour les adhérents prévaut. Borghi et sa fraction étant contre cette ligne se voient contraints d'abandonner la direction de Umanità Nova.
L'aile qui le suit fait scission de la FAI et Armando Borghi se consacre aux recherches et à l'archivage de l'énorme documentation qu'il a réunie.
Il meurt à Rome le 21 avril 1968. Sa dernière volonté a été d'être enterré à Castel Bolognese.